# Scenes from the Class Struggle in Springfield
Scenes from the Class Struggle in Springfield (с англ. — «Сцены из классовой борьбы Спрингфилда») — четырнадцатая серия седьмого сезона мультсериала «Симпсоны».

## Сюжет
После того как дедушка ломает телеантенну Симпсонов, семья идёт в торговый центр, чтобы купить новую. Там Мардж покупает дорогое «новое» платье. Во время примерки она встречает бывшую одноклассницу Эвелин Питерс, которая приглашает всю семью в загородный клуб. Мардж пытается подстроиться под правила клуба. А тем временем Гомер играет в гольф и мистер Бёрнс вызывает его на поединок. Гомер узнаёт, что Бёрнс жульничает. Бёрнс сдаётся и соглашается помочь ему и семье стать членами клуба, если Гомер, конечно, никому не скажет…